# Marian Tumler
P. Marian Tumler OT (21. října 1887, Schlanders, Jižní Tyrolsko – 18. listopadu 1987, Vídeň) byl rakouský katolický duchovní, historik, archivář, teolog a řeholník, který byl v letech 1948–1970 generálním opatem a velmistrem Řádu německých rytířů.